# A Liverpool FC 2018–2019-es szezonja
Ez a szócikk a Liverpool FC 2018–2019-es szezonjáról szól, amely a csapat 127. idénye volt fennállása óta, sorozatban 56. az angol első osztályban.
Az előszezon 2018. július 22-én indult a német Borussia Dortmund ellen (1–3) az USA-beli felkészülési turné során.
A bajnokság augusztus 11-én vette kezdetét, az utolsó forduló pedig 2019. május 12-én volt. A 38 forduló alatt a Liverpool 94 pontot szerzett (30 győzelem, 7 döntetlen és 1 vereség), a gólkülönbségük +67 (89–22), ezzel második helyezést értek el a Manchester City FC mögött 1 ponttal lemaradva.
Az FA-kupában 2019. január 7-én játszották első és egyben utolsó mérkőzésüket, a Wolverhampton Wanderers FC otthonában 2–1-es vereséget szenvedtek.
A Ligakupában a harmadik körben kapcsolódtak be a sorozatba, 2018. szeptember 26-án a londoni Chelsea FC ellen kikaptak hazai pályán 1–2-re, így kiestek.
A csapat az előző, 2017–18-as szezonban a 4. helyen végzett a bajnokságban, így a 2018–2019-es UEFA-bajnokok ligája csoportkörében kapcsolódtak be a tornába. A C jelű négyesben a francia bajnok Paris Saint-Germain FC (PSG), az olasz SSC Napoli és a szerb bajnok FK Crvena zvezda voltak az ellenfelek. A mérkőzések szeptember 18. és december 11. között kerültek megrendezésre. Az első forduló eredményei: Liverpool 3–2 PSG, Napoli 1–0 Liverpool, Liverpool 4–0 Crvena zvezda. Visszavágók: Crvena zvezda 2–0 Liverpool, PSG 2–1 Liverpool, végül pedig 1–0 a Napoli ellen. Így a Liverpool 9 ponttal és több rúgott góllal (a Napolival szemben) a csoport második helyén jutott tovább a legjobb 16 közé, ahol a német FC Bayern Münchennel játszottak. A februári első mérkőzés 0–0-val zárult Liverpoolban, a márciusi visszavágón pedig 1–3-ra nyert az angol csapat. A negyeddöntőben a portugál FC Porto volt az ellenfél, az első, hazai mérkőzésen 2–0-s, a visszavágón 1–4-es liverpooli győzelem született. Az elődöntőben a spanyol bajnok FC Barcelona csapatával mérkőztek meg: május 1-jén idegenben 3–0-s vereséget szenvedtek, a május 7-ei liverpooli visszavágón pedig 4–0-ra nyertek, ezzel döntőbe jutottak. A madridi döntőben az angol bajnoki második Liverpool a negyedik helyezett Tottenham Hotspur FC ellen játszott június 1-jén. 2–0-s győzelmükkel hatodik alkalommal nyerték el a Bajnokok Ligája-trófeát.

## Mezek
| Hazai mez | Hazai kapusmez |

| Idegenbeli mez | Idegenbeli kapusmez |

| Harmadik mez | Harmadik kapusmez |

## Játékosok

### Felnőtt keret
Utoljára frissítve: 2019. január 7.
| No. |               | Poszt | Játékos                           |
| --- | ------------- | ----- | --------------------------------- |
| 2   | Anglia        | V     | Nathaniel Clyne (2019. januárig)  |
| 3   | Brazília      | KP    | Fabinho                           |
| 4   | Hollandia     | V     | Virgil van Dijk                   |
| 5   | Hollandia     | KP    | Georginio Wijnaldum               |
| 6   | Horvátország  | V     | Dejan Lovren                      |
| 7   | Anglia        | KP    | James Milner                      |
| 8   | Guinea        | KP    | Naby Keïta                        |
| 9   | Brazília      | CS    | Roberto Firmino                   |
| 10  | Szenegál      | CS    | Sadio Mané                        |
| 11  | Egyiptom      | CS    | Mohamed Szaláh                    |
| 12  | Anglia        | V     | Joe Gomez                         |
| 13  | Brazília      | K     | Alisson Becker                    |
| 14  | Anglia        | KP    | Jordan Henderson (csapatkapitány) |
| 15  | Anglia        | CS    | Daniel Sturridge                  |
| 18  | Spanyolország | V     | Alberto Moreno                    |
| 20  | Anglia        | KP    | Adam Lallana                      |
| 21  | Anglia        | KP    | Alex Oxlade-Chamberlain           |
| 22  | Belgium       | K     | Simon Mignolet                    |

| No. |               | Poszt | Játékos                          |
| --- | ------------- | ----- | -------------------------------- |
| 23  | Svájc         | KP    | Xherdan Shaqiri                  |
| 24  | Anglia        | CS    | Rhian Brewster                   |
| 26  | Skócia        | V     | Andrew Robertson                 |
| 27  | Belgium       | CS    | Divock Origi                     |
| 29  | Anglia        | CS    | Dominic Solanke (2019. januárig) |
| 32  | Kamerun       | V     | Joël Matip                       |
| 47  | Anglia        | V     | Nathaniel Phillips               |
| 48  | Anglia        | KP    | Curtis Jones                     |
| 50  | Szerbia       | KP    | Lazar Marković                   |
| 51  | Hollandia     | V     | Ki-Jana Hoever                   |
| 53  | Anglia        | KP    | Ovie Ejaria (2018. decembertől)  |
| 57  | Wales         | KP    | Isaac Christie-Davies            |
| 62  | Írország      | K     | Caoimhín Kelleher                |
| 64  | Portugália    | KP    | Rafael Camacho                   |
| 66  | Anglia        | V     | Trent Alexander-Arnold           |
| 68  | Spanyolország | KP    | Pedro Chirivella                 |
| 73  | Lengyelország | K     | Kamil Grabara                    |

#### Kölcsönbe adott játékosok
| No. |              | Poszt | Játékos                                                                              |
| --- | ------------ | ----- | ------------------------------------------------------------------------------------ |
| 1   | Németország  | K     | Loris Karius (a török Beşiktaş JK-nál a 2018–2019-es és 2019–2020-as szezonban)      |
| 2   | Anglia       | V     | Nathaniel Clyne (az angol AFC Bournemouth-nál a 2018–2019-es szezon második felében) |
| 16  | Szerbia      | KP    | Marko Grujić (a német Hertha BSC-nél a 2018–2019-es szezonban)                       |
| 28  | Anglia       | CS    | Danny Ings (az angol Southampton FC-nél a 2018–2019-es szezonban)                    |
| 34  | Magyarország | K     | Bogdán Ádám (a skót Hibernian FC-nél a 2018–2019-es szezonban)                       |
| 40  | Anglia       | KP    | Ryan Kent (a skót Rangers FC-nél)                                                    |
| 53  | Anglia       | KP    | Ovie Ejaria (a skót Rangers FC-nél a 2018–2019-es szezon első felében)               |
| 54  | Anglia       | KP    | Sheyi Ojo (a francia Stade de Reims-nél)                                             |
| 56  | Anglia       | V     | Connor Randall (az angol Rochdale AFC-nél a 2018–2019-es szezon első felében)        |
| 58  | Wales        | CS    | Ben Woodburn (az angol Sheffield United FC-nél a 2018–2019-es szezonban)             |
| 59  | Wales        | KP    | Harry Wilson (az angol Derby County FC-nél a 2018–2019-es szezonban)                 |
| —   | Brazília     | KP    | Allan (a német Eintracht Frankfurtnál a 2018–2019-es szezonban)                      |
| —   | Nigéria      | CS    | Taiwo Awoniyi (a belga KAA Gentnél a 2018–2019-es szezonban)                         |

## Eredmények
Utolsó elszámolt mérkőzés dátuma: 2019. június 1.

### Összegzés
| Premier League  | 38 | 30 | 7 | 1 | 89–22 | +67 | —          | 2.      | 2018.08.11. | 2019.05.12. |
| FA-kupa         | 1  | 0  | 0 | 1 | 1–2   | –1  | 3. kör     | 3. kör  | 2019.01.07. | 2019.01.07. |
| Ligakupa        | 1  | 0  | 0 | 1 | 1–2   | –1  | 3. kör     | 3. kör  | 2018.09.26. | 2018.09.26. |
| Bajnokok Ligája | 13 | 8  | 1 | 4 | 24–12 | +12 | csoportkör | győztes | 2018.09.18. | 2019.06.01. |

### Bajnokság

#### Helyezések fordulónként
| Forduló  | 1.  | 2.  | 3.  | 4.  | 5.  | 6.  | 7.  | 8.  | 9.  | 10. | 11. | 12. | 13. | 14. | 15. | 16. | 17. | 18. | 19. |
| -------- | --- | --- | --- | --- | --- | --- | --- | --- | --- | --- | --- | --- | --- | --- | --- | --- | --- | --- | --- |
| Helyszín | O   | I   | O   | I   | I   | O   | I   | O   | I   | O   | I   | O   | I   | O   | I   | I   | O   | I   | O   |
| Eredmény | GY  | GY  | GY  | GY  | GY  | GY  | D   | D   | GY  | GY  | D   | GY  | GY  | GY  | GY  | GY  | GY  | GY  | GY  |
| Helyezés | 1.  | 2.  | 1.  | 1.  | 2.  | 1.  | 2.  | 3.  | 2.  | 2.  | 3.  | 2.  | 2.  | 2.  | 2.  | 1.  | 1.  | 1.  | 1.  |
| Forduló  | 20. | 21. | 22. | 23. | 24. | 25. | 26. | 27. | 28. | 29. | 30. | 31. | 32. | 33. | 34. | 35. | 36. | 37. | 38. |
| Helyszín | O   | I   | O   | I   | I   | O   | O   | I   | O   | I   | O   | I   | O   | I   | O   | I   | O   | I   | O   |
| Eredmény | GY  | V   | GY  | GY  | D   | D   | GY  | D   | GY  | D   | GY  | GY  | GY  | GY  | GY  | GY  | GY  | GY  | GY  |
| Helyezés | 1.  | 1.  | 1.  | 1.  | 1.  | 1.  | 1.  | 1.  | 1.  | 2.  | 2.  | 2.  | 2.  | 2.  | 2.  | 2.  | 2.  | 2.  | 2.  |

Magyarázat
- GY: győzelem, D: döntetlen, V: vereség

#### Szerzett pontok ellenfelenként
Az alábbi táblázatban láthatóak a Liverpool megszerzett pontjai, ellenfelenként bontva.
| Ellenfél                | Eredmény | Eredmény  | Pont |
| Ellenfél                | Otthon   | Idegenben | Pont |
| ----------------------- | -------- | --------- | ---- |
| Arsenal                 | 5 – 1    | 1 – 1     | 4    |
| Bournemouth             | 3 – 0    | 0 – 4     | 6    |
| Brighton & Hove Albion  | 1 – 0    | 0 – 1     | 6    |
| Burnley                 | 4 – 2    | 1 – 3     | 6    |
| Cardiff City            | 4 – 1    | 0 – 2     | 6    |
| Chelsea                 | 2 – 0    | 1 – 1     | 4    |
| Crystal Palace          | 4 – 3    | 0 – 2     | 6    |
| Everton                 | 1 – 0    | 0 – 0     | 4    |
| Fulham                  | 2 – 0    | 1 – 2     | 6    |
| Huddersfield Town       | 5 – 0    | 0 – 1     | 6    |
| Leicester City          | 1 – 1    | 1 – 2     | 4    |
| Manchester City         | 0 – 0    | 2 – 1     | 1    |
| Manchester United       | 3 – 1    | 0 – 0     | 4    |
| Newcastle United        | 4 – 0    | 2 – 3     | 6    |
| Southampton             | 3 – 0    | 1 – 3     | 6    |
| Tottenham Hotspur       | 2 – 1    | 1 – 2     | 6    |
| Watford                 | 5 – 0    | 0 – 3     | 6    |
| West Ham United         | 4 – 0    | 1 – 1     | 4    |
| Wolverhampton Wanderers | 2 – 0    | 0 – 2     | 6    |

#### Tabella
| Hely. | Csapat                    | M  | Gy | D  | V  | G+ | G– | Gk  | P  | Továbbjutás vagy kiesés      |
| ----- | ------------------------- | -- | -- | -- | -- | -- | -- | --- | -- | ---------------------------- |
| 1.    | Manchester City CV (B, C) | 38 | 32 | 2  | 4  | 95 | 23 | +72 | 98 | Bajnokok Ligája-csoportkör   |
| 2.    | Liverpool                 | 38 | 30 | 7  | 1  | 89 | 22 | +67 | 97 | Bajnokok Ligája-csoportkör   |
| 3.    | Chelsea                   | 38 | 21 | 9  | 8  | 63 | 39 | +24 | 72 | Bajnokok Ligája-csoportkör   |
| 4.    | Tottenham Hotspur         | 38 | 23 | 2  | 13 | 67 | 39 | +28 | 71 | Bajnokok Ligája-csoportkör   |
| 5.    | Arsenal                   | 38 | 21 | 7  | 10 | 73 | 51 | +22 | 70 | Európa-liga-csoportkör       |
| 6.    | Manchester United         | 38 | 19 | 9  | 10 | 65 | 54 | +11 | 66 | Európa-liga-csoportkör       |
| 7.    | Wolverhampton Wanderers Ú | 38 | 16 | 9  | 13 | 47 | 46 | +1  | 57 | Európa-liga 2. selejtezőkör  |
| 8.    | Everton                   | 38 | 15 | 9  | 14 | 54 | 46 | +8  | 54 |                              |
| 9.    | Leicester City            | 38 | 15 | 7  | 16 | 51 | 48 | +3  | 52 |                              |
| 10.   | West Ham United           | 38 | 15 | 7  | 16 | 52 | 55 | −3  | 52 |                              |
| 11.   | Watford                   | 38 | 14 | 8  | 16 | 52 | 59 | −7  | 50 |                              |
| 12.   | Crystal Palace            | 38 | 14 | 7  | 17 | 51 | 53 | −2  | 49 |                              |
| 13.   | Newcastle United          | 38 | 12 | 9  | 17 | 42 | 48 | −6  | 45 |                              |
| 14.   | Bournemouth               | 38 | 13 | 6  | 19 | 56 | 70 | −14 | 45 |                              |
| 15.   | Burnley                   | 38 | 11 | 7  | 20 | 45 | 68 | −23 | 40 |                              |
| 16.   | Southampton               | 38 | 9  | 12 | 17 | 45 | 65 | −20 | 39 |                              |
| 17.   | Brighton & Hove Albion    | 38 | 9  | 9  | 20 | 35 | 60 | −25 | 36 |                              |
| 18.   | Cardiff City Ú (K)        | 38 | 10 | 4  | 24 | 34 | 69 | −35 | 34 | Kiesik az EFL Championshipbe |
| 19.   | Fulham Ú (K)              | 38 | 7  | 5  | 26 | 34 | 81 | −47 | 26 | Kiesik az EFL Championshipbe |
| 20.   | Huddersfield Town (K)     | 38 | 3  | 7  | 28 | 22 | 76 | −54 | 16 | Kiesik az EFL Championshipbe |

## Játékosok statisztikái
Utolsó elszámolt mérkőzés dátuma: 2019. június 1.

### Kezdő tizenegy
Csak a tétmérkőzések statisztikái alapján:
| #  | N.        | P. | Játékos                | Kezdő | Egyéb kezdőjátékosok                 |
| -- | --------- | -- | ---------------------- | ----- | ------------------------------------ |
| 13 | Brazília  | K  | Alisson Becker         | 51    | Simon Mignolet: 2                    |
| 26 | Skócia    | V  | Andrew Robertson       | 48    | Alberto Moreno: 4                    |
| 4  | Hollandia | V  | Virgil van Dijk        | 50    | Dejan Lovren: 15                     |
| 3  | Brazília  | KP | Fabinho                | 30    | Joël Matip: 26 Joe Gomez: 17         |
| 66 | Anglia    | V  | Trent Alexander-Arnold | 38    | Nathaniel Clyne: 2 Rafael Camacho: 1 |
| 7  | Anglia    | KP | James Milner           | 31    | Xherdan Shaqiri: 15                  |
| 5  | Hollandia | KP | Georginio Wijnaldum    | 43    | Adam Lallana: 6                      |
| 14 | Anglia    | KP | Jordan Henderson       | 29    | Naby Keïta: 22                       |
| 10 | Szenegál  | CS | Sadio Mané             | 49    | Divock Origi: 7                      |
| 9  | Brazília  | CS | Roberto Firmino        | 39    | Daniel Sturridge: 8                  |
| 11 | Egyiptom  | CS | Mohamed Szaláh         | 49    | Curtis Jones: 1                      |

### Pályára lépések
A szezon eddigi 53 tétmérkőzésén összesen 26 játékos lépett pályára a Liverpool színeiben.
| #  | Nemz.         | Poszt | Játékos                 | PL | FA-kupa | Ligakupa | BL | Összesen |
| -- | ------------- | ----- | ----------------------- | -- | ------- | -------- | -- | -------- |
| 11 | Egyiptom      | CS    | Mohamed Szaláh          | 38 | 1       | 1        | 12 | 52       |
| 13 | Brazília      | K     | Alisson Becker          | 38 | 0       | 0        | 13 | 51       |
| 4  | Hollandia     | V     | Virgil van Dijk         | 38 | 0       | 0        | 12 | 50       |
| 10 | Szenegál      | CS    | Sadio Mané              | 36 | 0       | 1        | 13 | 50       |
| 9  | Brazília      | CS    | Roberto Firmino         | 34 | 1       | 1        | 12 | 48       |
| 26 | Skócia        | V     | Andrew Robertson        | 36 | 0       | 0        | 12 | 48       |
| 5  | Hollandia     | KP    | Georginio Wijnaldum     | 35 | 0       | 0        | 12 | 47       |
| 7  | Anglia        | KP    | James Milner            | 31 | 1       | 1        | 12 | 45       |
| 14 | Anglia        | KP    | Jordan Henderson        | 32 | 0       | 1        | 11 | 44       |
| 3  | Brazília      | KP    | Fabinho                 | 28 | 1       | 1        | 11 | 41       |
| 66 | Anglia        | V     | Trent Alexander-Arnold  | 29 | 0       | 0        | 11 | 40       |
| 8  | Guinea        | KP    | Naby Keïta              | 25 | 1       | 1        | 6  | 33       |
| 32 | Kamerun       | V     | Joël Matip              | 22 | 0       | 1        | 8  | 31       |
| 23 | Svájc         | KP    | Xherdan Shaqiri         | 24 | 1       | 1        | 4  | 30       |
| 15 | Anglia        | CS    | Daniel Sturridge        | 18 | 1       | 1        | 7  | 27       |
| 12 | Anglia        | V     | Joe Gomez               | 16 | 0       | 0        | 9  | 25       |
| 27 | Belgium       | CS    | Divock Origi            | 12 | 1       | 1        | 7  | 21       |
| 6  | Horvátország  | V     | Dejan Lovren            | 13 | 1       | 1        | 3  | 18       |
| 20 | Anglia        | KP    | Adam Lallana            | 13 | 0       | 0        | 3  | 16       |
| 2  | Anglia        | V     | Nathaniel Clyne         | 4  | 0       | 1        | 0  | 5        |
| 18 | Spanyolország | V     | Alberto Moreno          | 2  | 1       | 1        | 1  | 5        |
| 21 | Anglia        | KP    | Alex Oxlade-Chamberlain | 2  | 0       | 0        | 0  | 2        |
| 22 | Belgium       | K     | Simon Mignolet          | 0  | 1       | 1        | 0  | 2        |
| 64 | Portugália    | KP    | Rafael Camacho          | 1  | 1       | 0        | 0  | 2        |
| 48 | Anglia        | KP    | Curtis Jones            | 0  | 1       | 0        | 0  | 1        |
| 51 | Hollandia     | V     | Ki-Jana Hoever          | 0  | 1       | 0        | 0  | 1        |

### Gólok
A szezon eddigi 53 tétmérkőzésén a csapat összesen 115 gólt szerzett (15 játékos 112 gólt, a többi öngól).
| #                   | Nemz.               | Poszt               | Játékos                | PL | FA-kupa | Ligakupa | BL | Összesen |
| ------------------- | ------------------- | ------------------- | ---------------------- | -- | ------- | -------- | -- | -------- |
| 11                  | Egyiptom            | CS                  | Mohamed Szaláh         | 22 | 0       | 0        | 5  | 27       |
| 10                  | Szenegál            | CS                  | Sadio Mané             | 22 | 0       | 0        | 4  | 26       |
| 9                   | Brazília            | CS                  | Roberto Firmino        | 12 | 0       | 0        | 4  | 16       |
| 7                   | Anglia              | KP                  | James Milner           | 5  | 0       | 0        | 2  | 7        |
| 27                  | Belgium             | CS                  | Divock Origi           | 3  | 1       | 0        | 3  | 7        |
| 4                   | Hollandia           | V                   | Virgil van Dijk        | 4  | 0       | 0        | 2  | 6        |
| 23                  | Svájc               | KP                  | Xherdan Shaqiri        | 6  | 0       | 0        | 0  | 6        |
| 5                   | Hollandia           | KP                  | Georginio Wijnaldum    | 3  | 0       | 0        | 2  | 5        |
| 15                  | Anglia              | CS                  | Daniel Sturridge       | 2  | 0       | 1        | 1  | 4        |
| 8                   | Guinea              | KP                  | Naby Keïta             | 2  | 0       | 0        | 1  | 3        |
| 3                   | Brazília            | KP                  | Fabinho                | 1  | 0       | 0        | 0  | 1        |
| 6                   | Horvátország        | V                   | Dejan Lovren           | 1  | 0       | 0        | 0  | 1        |
| 14                  | Anglia              | KP                  | Jordan Henderson       | 1  | 0       | 0        | 0  | 1        |
| 32                  | Kamerun             | V                   | Joël Matip             | 1  | 0       | 0        | 0  | 1        |
| 66                  | Anglia              | V                   | Trent Alexander-Arnold | 1  | 0       | 0        | 0  | 1        |
| Ellenfelek öngóljai | Ellenfelek öngóljai | Ellenfelek öngóljai | Ellenfelek öngóljai    | 3  | 0       | 0        | 0  | 3        |
| Összesen            | Összesen            | Összesen            | Összesen               | 89 | 1       | 1        | 24 | 115      |

### Lapok
A szezon eddigi 53 tétmérkőzésén 17 játékos összesen 69 lapot kapott.
| #        | Nemz.        | Poszt    | Játékos                | PL        | PL                                   | PL        | FA-kupa   | FA-kupa                              | FA-kupa   | Ligakupa  | Ligakupa                             | Ligakupa  | BL        | BL                                   | BL        | Összesen  | Összesen                             | Összesen  |
| #        | Nemz.        | Poszt    | Játékos                | Sárga lap | sárga lap · 2. sárga lap · kiállítva | kiállítva | Sárga lap | sárga lap · 2. sárga lap · kiállítva | kiállítva | Sárga lap | sárga lap · 2. sárga lap · kiállítva | kiállítva | Sárga lap | sárga lap · 2. sárga lap · kiállítva | kiállítva | Sárga lap | sárga lap · 2. sárga lap · kiállítva | kiállítva |
| -------- | ------------ | -------- | ---------------------- | --------- | ------------------------------------ | --------- | --------- | ------------------------------------ | --------- | --------- | ------------------------------------ | --------- | --------- | ------------------------------------ | --------- | --------- | ------------------------------------ | --------- |
| 7        | Anglia       | KP       | James Milner           | 5         | 1                                    | 0         | 1         | 0                                    | 0         | 1         | 0                                    | 0         | 1         | 0                                    | 0         | 8         | 1                                    | 0         |
| 3        | Brazília     | KP       | Fabinho                | 6         | 0                                    | 0         | 0         | 0                                    | 0         | 1         | 0                                    | 0         | 3         | 0                                    | 0         | 10        | 0                                    | 0         |
| 26       | Skócia       | V        | Andrew Robertson       | 4         | 0                                    | 0         | 0         | 0                                    | 0         | 0         | 0                                    | 0         | 3         | 0                                    | 0         | 7         | 0                                    | 0         |
| 32       | Kamerun      | V        | Joël Matip             | 3         | 0                                    | 0         | 0         | 0                                    | 0         | 1         | 0                                    | 0         | 2         | 0                                    | 0         | 6         | 0                                    | 0         |
| 14       | Anglia       | KP       | Jordan Henderson       | 1         | 1                                    | 0         | 0         | 0                                    | 0         | 1         | 0                                    | 0         | 1         | 0                                    | 0         | 3         | 1                                    | 0         |
| 4        | Hollandia    | V        | Virgil van Dijk        | 1         | 0                                    | 0         | 0         | 0                                    | 0         | 0         | 0                                    | 0         | 3         | 0                                    | 0         | 4         | 0                                    | 0         |
| 5        | Hollandia    | KP       | Georginio Wijnaldum    | 3         | 0                                    | 0         | 0         | 0                                    | 0         | 0         | 0                                    | 0         | 1         | 0                                    | 0         | 4         | 0                                    | 0         |
| 10       | Szenegál     | CS       | Sadio Mané             | 2         | 0                                    | 0         | 0         | 0                                    | 0         | 0         | 0                                    | 0         | 2         | 0                                    | 0         | 4         | 0                                    | 0         |
| 12       | Anglia       | V        | Joe Gomez              | 2         | 0                                    | 0         | 0         | 0                                    | 0         | 0         | 0                                    | 0         | 1         | 0                                    | 0         | 3         | 0                                    | 0         |
| 66       | Anglia       | V        | Trent Alexander-Arnold | 3         | 0                                    | 0         | 0         | 0                                    | 0         | 0         | 0                                    | 0         | 0         | 0                                    | 0         | 3         | 0                                    | 0         |
| 8        | Guinea       | KP       | Naby Keïta             | 0         | 0                                    | 0         | 0         | 0                                    | 0         | 1         | 0                                    | 0         | 1         | 0                                    | 0         | 2         | 0                                    | 0         |
| 11       | Egyiptom     | CS       | Mohamed Szaláh         | 1         | 0                                    | 0         | 0         | 0                                    | 0         | 0         | 0                                    | 0         | 1         | 0                                    | 0         | 2         | 0                                    | 0         |
| 15       | Anglia       | CS       | Daniel Sturridge       | 1         | 0                                    | 0         | 0         | 0                                    | 0         | 0         | 0                                    | 0         | 1         | 0                                    | 0         | 2         | 0                                    | 0         |
| 20       | Anglia       | KP       | Adam Lallana           | 1         | 0                                    | 0         | 0         | 0                                    | 0         | 0         | 0                                    | 0         | 1         | 0                                    | 0         | 2         | 0                                    | 0         |
| 23       | Svájc        | KP       | Xherdan Shaqiri        | 2         | 0                                    | 0         | 0         | 0                                    | 0         | 0         | 0                                    | 0         | 0         | 0                                    | 0         | 2         | 0                                    | 0         |
| 6        | Horvátország | V        | Dejan Lovren           | 1         | 0                                    | 0         | 0         | 0                                    | 0         | 0         | 0                                    | 0         | 0         | 0                                    | 0         | 1         | 0                                    | 0         |
| 13       | Brazília     | K        | Alisson Becker         | 1         | 0                                    | 0         | 0         | 0                                    | 0         | 0         | 0                                    | 0         | 0         | 0                                    | 0         | 1         | 0                                    | 0         |
| Összesen | Összesen     | Összesen | Összesen               | 37        | 2                                    | 0         | 0         | 0                                    | 0         | 5         | 0                                    | 0         | 21        | 0                                    | 0         | 63        | 2                                    | 0         |

## Díjak
- 2018–2019-es UEFA-bajnokok ligája: győztes

### A Premier League díjai
- A hónap játékosa (Player of the Month):  Virgil van Dijk (1): december,  Sadio Mané (1): március
- A hónap vezetőedzője (Manager of the Month):  Jürgen Klopp (2): december, március
- A hónap gólja (Goal of the Month):  Daniel Sturridge (1): szeptember (szeptember 29-én a Chelsea FC ellen)
- Aranycipő (a szezon gólkirálya) (Golden Boot):  Sadio Mané és  Mohamed Szaláh (22 góllal) (valamint Pierre-Emerick Aubameyang, Arsenal FC)
- Aranykesztyű (legtöbb kapott gól nélküli mérkőzés) (Golden Glove):  Alisson Becker
- A szezon játékosa (Player of the Season):  Virgil van Dijk

### Szövetségi díjak
Az év angol labdarúgója (PFA):  Virgil van Dijk

### A csapat díjai
A hónap játékosa (Standard Chartered Player of the Month): a főszponzor által kiosztott díj a legjobb játékosnak a szurkolók internetes szavazása alapján.
| Hónap             | 2018. augusztus  | 2018. szeptember | 2018. október   |
| ----------------- | ---------------- | ---------------- | --------------- |
| A hónap játékosa  | van Dijk         | Sturridge        | Szaláh          |
| Hónap             | 2018. november   | 2018. december   | 2019. január    |
| A hónap játékosa  | Alexander-Arnold | Szaláh           | Mané            |
| Hónap             | 2019. február    | 2019. március    | 2019. április   |
| A hónap játékosa  | van Dijk         | Mané             | Szaláh          |
| A szezon játékosa | Virgil van Dijk  | Virgil van Dijk  | Virgil van Dijk |